# برناردو غارزا سادا
برناردو غارزا سادا (بالإسبانية: Bernardo Garza Sada) هو شخصية أعمال مكسيكي، ولد في 1930 في مونتيري في المكسيك، وتوفي بنفس المكان في 7 نوفمبر 2009.